# Megalorhipida
Genre
Megalorhipida est un genre d'insectes de l'ordre des lépidoptères (papillons), de la famille des Pterophoridae.

## Répartition
Les espèces de ce genre sont réparties dans toutes les régions tropicales et subtropicales.

## Habitat
Les espèces nichent habituellement sur des plantes hôtes appartenant aux familles des Nyctaginaceae, Amaranthaceae, Fabaceae, Goodeniaceae, Asteraceae et Verbenaceae.

## Taxonomie
Le nom générique est souvent mal orthographié et écrit Megalorrhipida.

## Espèces
- Megalorhipida angusta Arenberger, 2002
- Megalorhipida deboeri
- Megalorhipida dubiosa
- Megalorhipida dulcis
- Megalorhipida fissa Arenberger, 2002
- Megalorhipida gielisi Rose and Pooni, 2003
- Megalorhipida leptomeres (Meyrick, 1886)
- Megalorhipida leucodactyla (Fabricius, 1793)
- Megalorhipida madoris Gielis & de Vos, 2006
- Megalorhipida palaestinensis (espèce-type)
- Megalorhipida paradefectalis Rose and Pooni, 2003
- Megalorhipida paraiso
- Megalorhipida prolai (Gibeaux, 1994)
- Megalorhipida pseudodefectalis